# Фламенко
Фламѐнко (на испански: Flamenco) е испански фолклорен музикален жанр, често съпровождан с характерен танц.
Обособява се в края на XVIII век сред циганите в Андалусия, като изследователите откриват в него и берберски, и еврейски влияния. През втората половина на XIX век жанрът придобива популярност в цяла Испания и дори извън страната. На 16 ноември 2010 година ЮНЕСКО обявява фламенкото за световно наследство. Традиционно фламенкото има акомпанимент на акустична китара, ударни инструменти и кастанети.
Фламенкото има в себе си три елемента – песен, музикален акомпанимент (поне китара) и танц. По време на изпълнение всеки един елемент има свой момент и останалите два са длъжни да се съобразяват с него. Пеенето е на куплети, наречени летрас. Моментът на китарата се нарича фалсета, а този на танцьора – ескобия. Танцьорът в случая изпълнява ролята на ударните музикални инструменти. За всяка част има определен начин на танцуване. По начало фламенкото идва от пеенето. Има фламенко, което не може да се танцува, и таково, което не може да се свири.
Танцуването във фламенкото е много колоритно и разнообразно, защото взима елементи освен от циганската и андалуската култура, също и от ориенталската, африканската, латиноамериканската, египетската и други култури. Във фламенкото има повече от 50 различни palos (видове фламенко танц), като някои от най-известните са Алегрия, Булерия, Танго, Тиенто, Tarantos, Румба, Seguirias, Фанданго, Malaguenas, Севияна, Guajira, Colombiana, Solea. Всеки един танц носи определено настроение, ритъм и маниер на танцуване и се танцува по различни поводи. Някои танци са весели и празнични. Те са по-бързи от другите и движенията са по-освободени. Други танц изразяват болка, тъга, агония и се танцуват с по-голямо напрежение и отсеченост, а трети олицетворяват срещата между мъжа и жената и имат определени части – на опознаване, на контакт и на изразяване на индивидуалността.

## Произход
Има много версии както за произхода на думата фламенко, така и за музиката и танца. Източниците трябва да се търсят още в мавританската музикална култура. Съществено влияние върху този стил оказва циганската музика – много я считат за основната и истинскиат носител на стила. В XV век в Испания от Византия пристигат циганите, разселват се по южното крайбрежие на страната в провинция Андалусия и по свой обичай те започват да променят местната музика и традиции – мавритански, еврейски и испански. От цялата тази смесица на култури, музикани стиове и традиции се ражда фламенкото.
Дълго време то се счита за „затворено изкуство“, тъй като циганите водят изолиран живот и го танцуват в своите изолирани, малки групи. В края на XVIII век гоненията на циганите престават, и фламенкото излиза по таверните и кафетата на свобода.
В края на XX век фламенкото започва да вписва в себе си кубински мелодии и джазови мотиви, както и елементи на класическия балет. Един от най-известните танцьори на фламенко е Хоакин Кортес, който го изважда от каноничния стандарт и му придава жизненост и изразителност. Импровизационният характер на фаменкото, сложният ритъм и специфичната техника на изпълнение много често го правят невъзможно да се запише с ноти. Затова музиката, танците и песните се предават от майстор на ученик.
Джордж Бороу твърди, че думата flemenc е синоним на циганин. В същото време flama на испански означава „огън“, „пожар“, а enco означава „подобен на“, „принадлежащ на“.

## Атрибути
Важен елемент от образа на танцьорките на фаменко е традиционната рокля, наричана бата де кола – тя е типична за фламенкото, достигаща до земята, направена обикновено от разноцветни материали и украсена в долната си част с набори, шалове и други. Праобраз на тази рокя се счита традиционното облекло на циганките. Неотменна част на танца е играта с долната част на роклята, която много често е издължена и дори се влачи отзад. Мъжът танцьор е обикновено облечен с тъмни панталони, широк пояс и бяла риза с широки ръкави. Към всичко това трябва да се прибави къса жилетка-болеро, наречена чалеко и традиционният испански шал.
Испанският шал е с много дълги ресни и е класическият атрибут на женския танц. Той се завръзва около ханша като подчертава жествеността и стройната женска фигура. При танца може да пада и от раменете, като при въртеливите движения напомня летяща птица. Други класически атрибути са голамото ветрило и кастанетите, които обаче не винаги присъстват. Обувките на жените са много характерни с невисоко и сравнително широко токче. обикновено са в цвят, който се съчетава с роклята. Много често ритъмът се подчертава с щракане на пръсти или пляскане с ръце. Най-чистите форми на фламенкото всъщност избягват използването на кастанети, тъй като ограничават възможността за страстната и изразителна игра на китките на ръцете.
Днес фламенкото е особено популярно сред съвременните хореографи, защото те виждат в това изкуство големи възможности за творчество, нововъведения и импровизации. Повечето певци и танцьори минават през професионална подготовка. Фламенкото се играе в четири различни места – хуерга, кабаре, концерт и театър.
Хуергата е почти спонтанно, неофциално събиране с танц, пеене, пляскане с ръце, или просто почукване в рутъм по масата. Певците винаги са в центъра на изпълнението. Професионалният концерт е много по-официално събитие. Обикновено има един китарист и един певец, но може да се състои и от два-три танцьора и двама-трима китаристи. Новото модерно фламенко може да включва и саксофони, флейти и пиано, дори електрическа китара и бас китара.

## Известни изпълнители
- Антонио Гадес – испански хореограф и танцьор на фламенко, който има значителен принос за популяризирането на този стил по света.
- Пако де Лусия – китарист и композитор от Испания, майстор на фламенко китарата.
- Хоакин Кортес – виден испански танцьор на фламенко от цигански произход
- Санта Есмералда
- Кармен Амая
- Мигел Поведа
- Джипси кингс